# 香港民族陣線
香港民族陣線（ほんこんみんぞくじんせん、繁: 香港民族陣綫; 英: Hong Kong National Front）は、すでに解散した香港独立派組織。2015年に成立し市民的及び政治的権利に関する国際規約に基づいて民族自決と香港独立を主張していた。

## 概要
2018年9月，もともと青年新政に参加していた梁頌恆は香港民族陣綫に参加し発言人となった。。
2020年6月30日に香港での活動を中止、香港での国家安全法成立後は、台北やイギリスなどに海外支社を移しそちらで活動を行うと発表した。

## 爆発物発見事件
2019年7月、仮設工場において爆発物製造の容疑で27歳の男を逮捕したと発表した。警察は香港民族陣線の犯行であると断定し高性能爆薬の他、香港民族陣線のロゴ入りTシャツや2019年-2020年香港民主化デモのビラなどを押収した。香港民族陣線はフェイスブックで声明を発表。逮捕された男がメンバーであることは認めたが、爆発物に関しては何も知らないと主張した。